# بینس، میرپور
بینس، میرپور (انگلیسی: Bains) یک روستا در پاکستان است که در کشمیر آزاد واقع شده‌است.